# G. Gaudig & Blum
Das Unternehmen G. Gaudig & Blum gehörte „nicht nur zu den ersten Leipziger, sondern auch zu den hervorragendsten Rauchwarenhandlungen der Welt“. Unter dem Geschäftssitz Brühl 34–40 lagerten ganz erhebliche Fellmengen, von den gängigsten Sorten zeitweilig über je eine Million Stück.

## Firmengeschichte

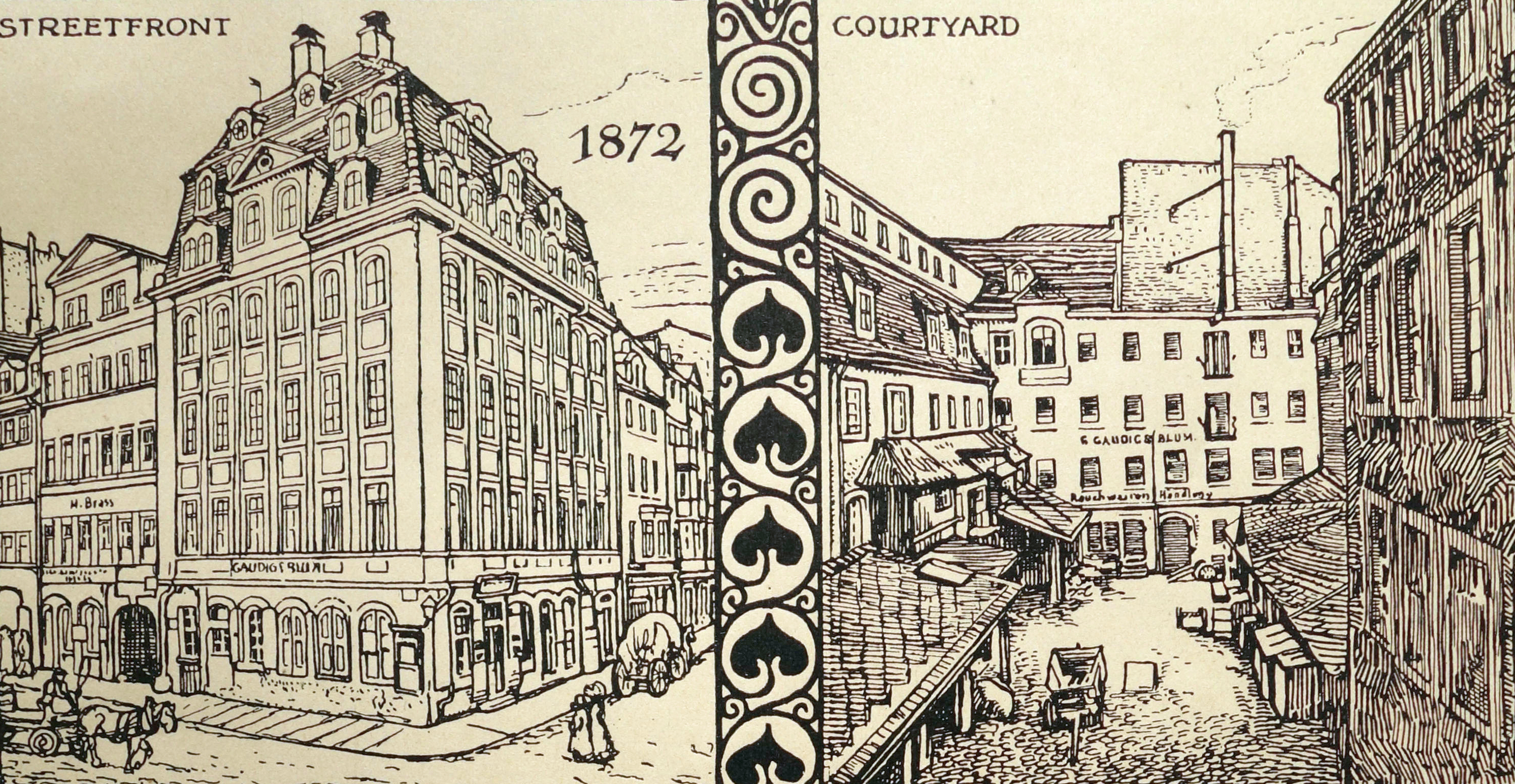
Straßenfront und Hof G. Gaudig & Blum im Jahr 1872

### Gründerjahre
Im Jahr 1831 gründeten der aus Burgwerben stammende Kürschner Gottlieb Gaudig († 25. Mai 1851) und sein Schwiegersohn, der Kaufmann (Philipp) Heinrich Blum (1802–1878) aus Kemel in dem im östlichen Rheinland gelegenen Ort Elberfeld die Kürschnerei G. Gaudig & Blum. Hervorgegangen ist das Unternehmen aus einem der seinerzeit ältesten Leipziger Rauchwarenhandelsunternehmen, der Firma G. Schacht. Von Anfang an entwickelte sich das Geschäft der Nachfolger gut, so dass man bald den Handel mit Wildwaren begann, schließlich auch mit Pelzwaren. Weiterhin wurde eine Hasen-Haarschneiderei und eine Hutstoff-Fabrikation eingerichtet und der Borstenhandel mit Bürstenherstellung aufgenommen. Da die Mode der 1850er und 1860er Jahre das Geschäft außerordentlich begünstigte, entwickelte sich der kleine Handwerksbetrieb bald zu einer Fabrik. Im Jahr 1851 starb der Mitbegründer Gottlieb Gaudig.

### Übergang zum Rauchwarenhandel

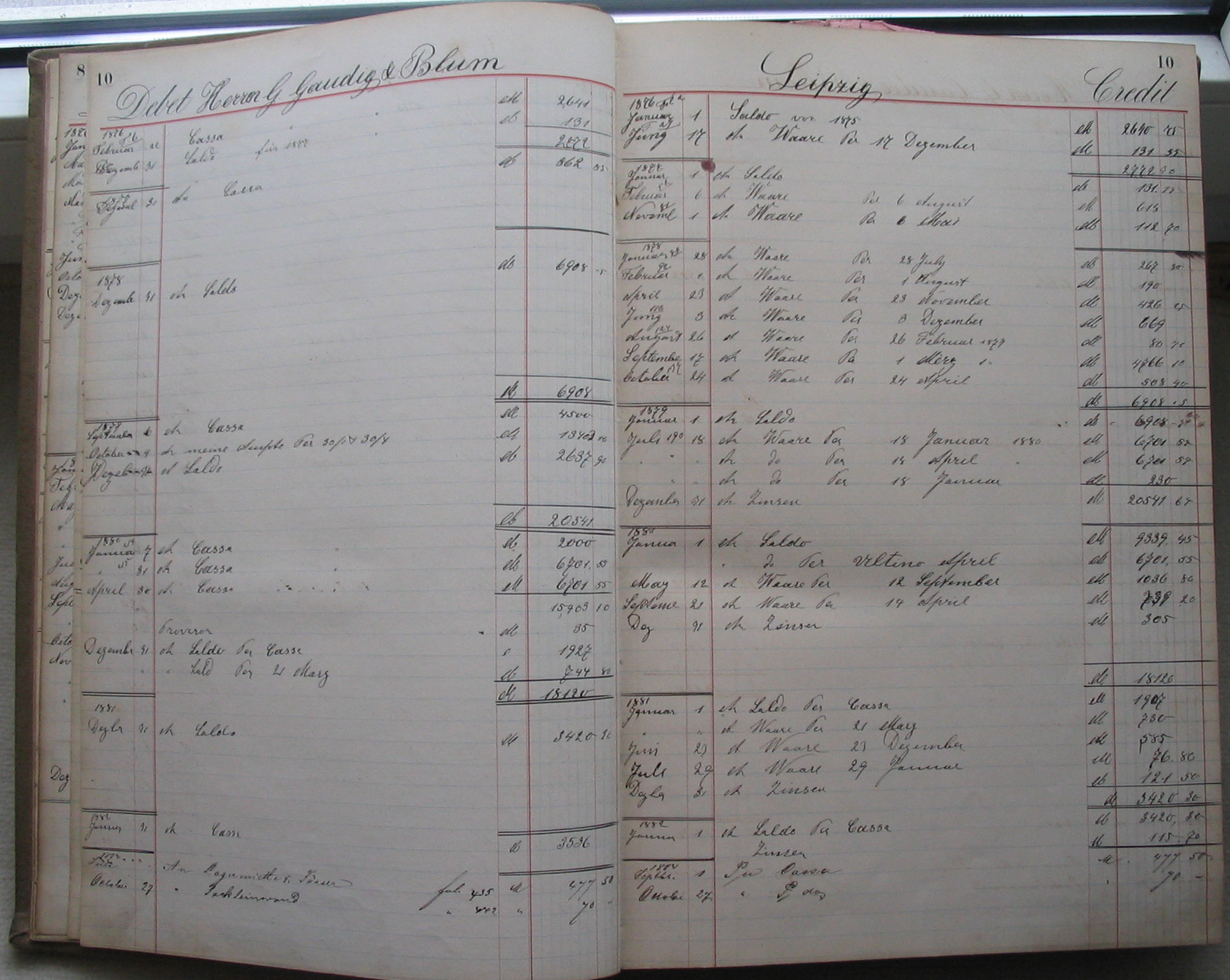
Lagerbuch des Leipziger Rauchwarenhändlers Dedo für G. Gaudig & Blum (Einträge 1876–1884)

Am 1. Juli 1852 siedelte das Unternehmen in das Pelzhandelszentrum Leipziger Brühl um, indem es die damals gut bekannte Pelzwarenfirma Georg Schacht übernahm. Unter der Adresse Brühl 34–40 firmierten später bis zum Zweiten Weltkrieg (1939–1945) noch diverse andere Pelzhandelsfirmen. Die neuen Inhaber gaben 1856 ihre bisherige Fabrikation von Hüten und Bürsten auf, 1860 auch die Hasenhaar-Schererei, und widmeten sich nun ganz dem Rauchwarenhandel. Für eigene und fremde Rechnung wurde, der baldigen Größe des Unternehmens entsprechend, das gesamte weltweite Angebot der verschiedenen Fellarten gehandelt, im Gegensatz zu den meisten am Brühl etablierten Firmen, die sich auf wenige Artikel spezialisierten. Die Rohfelle wurden, wie auch heute noch im Großhandel üblich, zugerichtet und veredelt vorrätig gehalten. Als eine der ersten Rauchwarenhandelsfirmen gliederte man 1860 in den Räumen der vormals Haendels’schen Fabriken in Rötha einen Veredlungsbetrieb zum Färben von Persianer an. Eine Pelzveredlung besteht, teils kombiniert, aus Scheren, Rupfen (des Oberhaares) und Färben.

Zwanzig Jahre nach der Geschäftsgründung, im Februar 1851, trat der Schwiegersohn Blums, Wilhelm (Friedrich Ludwig Theodor) Dodel (1825–1895), in die Firma ein, der bisher Mitinhaber der Drogenhandlung Gebrüder Lodde in Leipzig gewesen war. Schließlich wurde auch Heinrich (Ludwig) Dodel (1853–1902), der älteste Sohn Wilhelm Dodels, mit in die Firma aufgenommen. Heinrich Dodel hatte im großväterlichen Geschäft gelernt und erhielt später Prokura. Im Jahr 1877 ging er als Vertreter von G. Gaudig & Blum zu der Londoner Auktionsfirma Lomer, Dodel & Cie., die der gemeinschaftlichen Vertretung der Firmen G. Gaudig & Blum, Heinrich Lomer sowie der Londoner Firma Blattspiel, Stamp & Hiecock diente. Als sich diese englische Auktionsfirma auflöste, trat Heinrich Dodel offiziell als Teilhaber bei G. Gaudig & Blum ein.

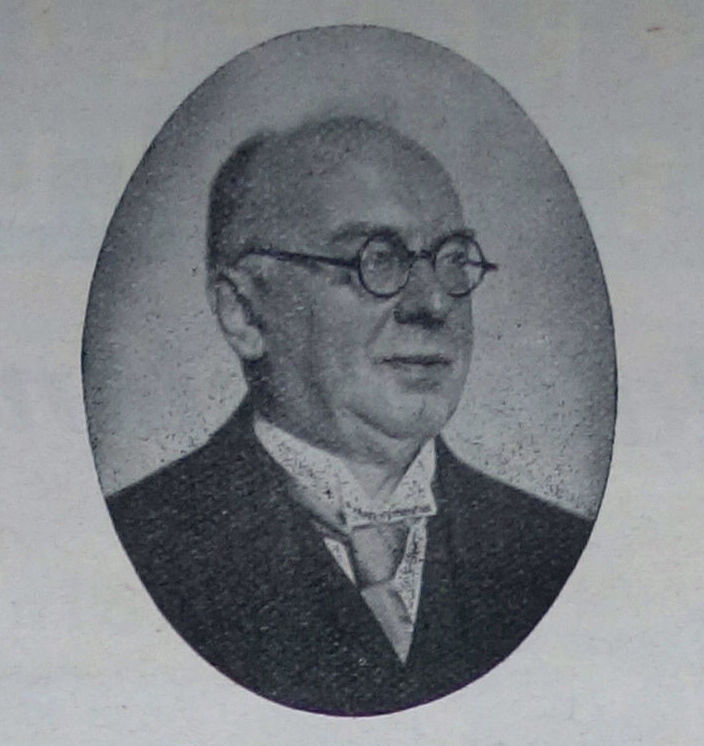
Friedr. W. Dodel

Im Jahr 1877 oder 1878 wurde auch für Leipzig eine Auktionsfirma, die Lomer, Dodel & Co. gegründet, als Konkurrenz gegen die weltmarktbeherrschenden Londoner Rauchwaren-Auktionshäuser. Es gab bereits vorher ein oder zwei erfolglose Ansätze, in Leipzig solche Auktionen durchzuführen. Man war überzeugt, dass der aus New York kommende und aus dem Elsass stammende Vorgänger Joseph Ullmann mit vier Auktionsversuchen nur scheiterte, weil er als Fremder galt. Sie ergänzten ihr Angebot an amerikanischen Fellen zur Minderung des Risikos um deutsche Ware, vor allem um Rotfuchsfelle, was dem auswärtigen Ullmann vom Rat der Stadt nicht gestattet wurde. Es wurde alles wie auf einer Londoner Auktion vorbereitet, die Fachtermini waren englisch, was nebenbei zur Verbreitung des Englischen als Auktionssprache beitrug. Für die am Lager ausgebreitete Ware gab es einen Prospekt sowie einen Auktionskatalog. Es wurde scheinbar nichts versäumt, doch der erwartete Erfolg auf der im Jahr 1878 stattgefundenen Auktion blieb aus, und die Auktionsgesellschaft wurde wieder aufgelöst.
Nach dem Tod des Mitbegründers Heinrich Blum war am 18. April 1879 Friedrich Wilhelm Dodel (* 1861; † 17. Februar 1933) in die Firma eingetreten. Bereits 1885 wurde ihm Prokura erteilt, ein Jahr später wurde er Mitinhaber. Friedrich Wilhelm Dodel war Präsident der Leipziger Handelskammer, Handelsrichter beim Königlichen Handelsgericht und Konsul von Österreich. Im Jahr 1896 kaufte er ein Grundstück im Leipziger Vorort Dölitz, auf dem er sich eine Villa mit Park errichten ließ.
Etwa zwei Drittel der importierten Ware wurden ins Ausland exportiert, nachdem sie zumeist in Deutschland veredelt und sortiert worden war. Deshalb wurde 1878 wegen drohender Zollbeschränkungen unter dem Vorsitz des Mitinhabers und Seniors von G. Gaudig und Blum, Wilhelm Dodel, die Vereinigung deutscher Rauchwaaren-Händler und -Industrieller gegründet, die sich mit einer Enquete erfolgreich für die Beibehaltung der völligen Zollfreiheit einsetzte.

#### Das Felllager
Im Jahr 1887 wird das, den Autor offenbar überwältigende, Fellangebot geschildert. Es lagerten bei G. Gaudig & Blum sibirische Zobelfelle im Wert von 20 bis 400 Mark das Stück, die zu der Zeit von der Mode vernachlässigten Amerikanischen Zobel kosteten durchschnittlich 10 Mark, zehn Jahre vorher noch 30 Mark. Der Nerz war damals schon einmal das beliebteste Pelzwerk der Damen, um die Zeit jedoch bereits wieder auf den achten Teil der Jahre 1872/1873 gesunken. Bisamfelle wurden gefärbt und geschoren, aufgrund des gefallenen Preises für Nerze nicht mehr als Nerzimitation angeboten, sondern als Ersatz für Biber und Seal. Bisam war nicht selten in einer Stückzahl von einer Million Fellen am Lager. Amerikanische Waschbärfelle, damals noch „Schuppen“ genannt, und Skunksfelle wurden ursprünglich für Herrenpelze bereitgehalten, nun zu gestiegenen Preisen für Damenbesätze und -garnituren. Seehunde waren in sehr großer Zahl vorhanden, sie dienten als „Kofferseehunde“ für Schulranzen, Schuhe und Portemonnaies. Aus Bluebacks, den Fellen ein Jahr alter Seehunde, wurden von den belieferten Kürschnern Husarenmützen gefertigt, in Russland wurden Bluebacks zur Verbrämung von Schafpelzen verwendet. Zu jener Zeit begann auch die moderne Pelzmode, bei der das Fell nicht mehr nur als Innenfutter, Besatz und Verbrämung diente, sondern mit dem Haar nach außen getragen wurde. Das erste Teil dieser Art war eine in England gefertigte Jacke aus schwarz gefärbtem, gerupften Sealfell. Daher hielt man auch diesen Artikel in sehr großer Zahl, bereits gefärbt, vorrätig. Diese neue Mode des Außenpelzes und die zu der Zeit entwickelte Pelznähmaschine bewirkten einen rasanten Aufstieg der gesamten Pelzbranche.

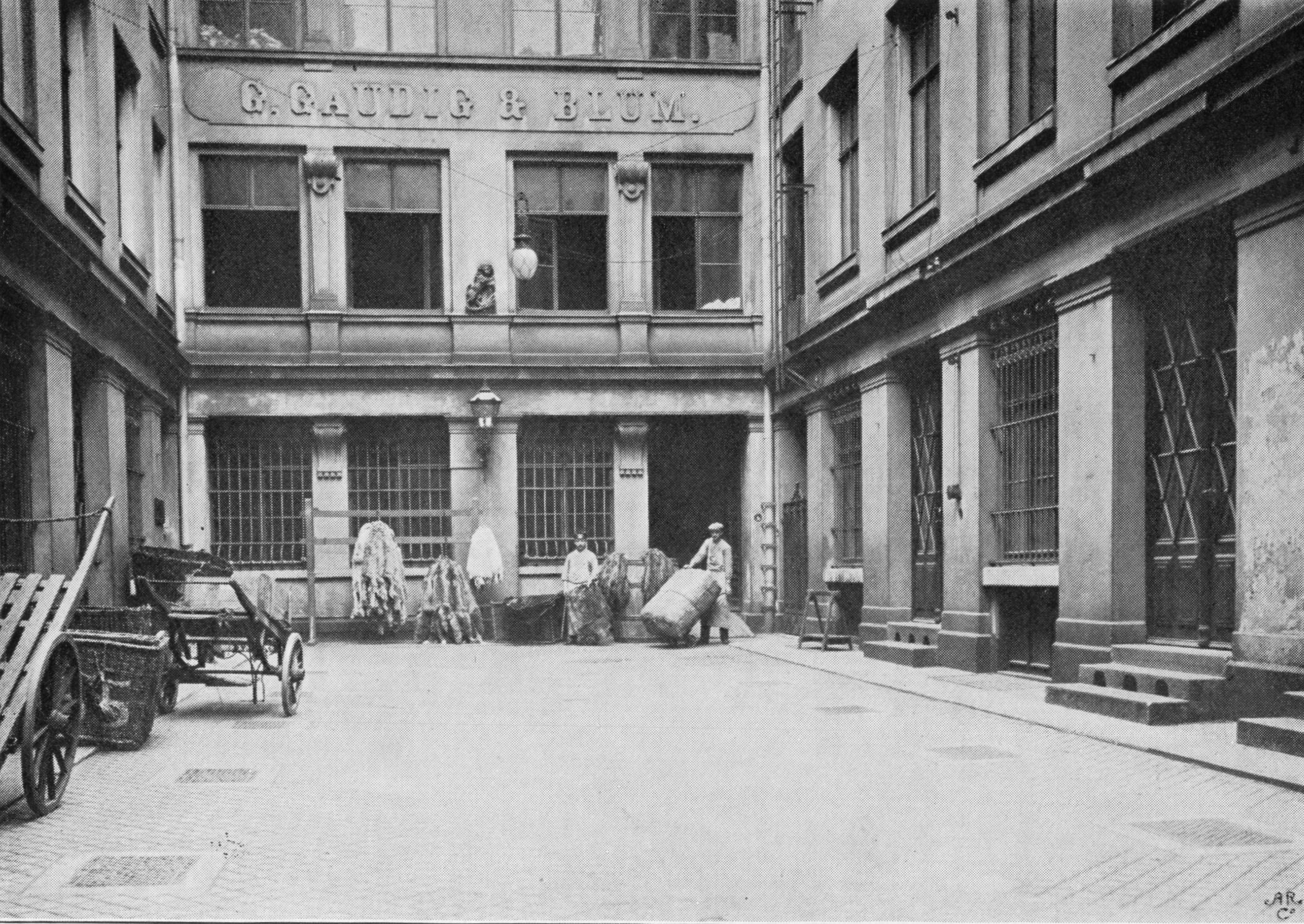
Hof von G. Gaudig & Blum, Brühl 34–40 (vor 1914)

Ein besonderer Raum diente der Lagerung von Feh, dem Fell des russischen Eichhörnchens und den daraus gearbeiteten Halbfertigprodukten, den Fehfuttern. Diese wurden nach Frankreich, England und nach Amerika für die Weiterverarbeitung zu Pelzinnenfuttern exportiert. Hergestellt wurden sie von sechs bis acht Meistern im naheliegenden Weißenfels, wo eine ganze Heimarbeiterindustrie dafür entstanden war. Ein weiterer Geschäftszweig der Firma waren Boas aus gedrehten Fehschweifen, die sich großer Beliebtheit erfreuten. Für dieses, hauptsächlich nach England ausgeführte Produkt hatte man sich eine eigene Fabrikmarke eintragen lassen.
Ein besonderer Umsatzträger waren auch, neben Kaninchenfellen, in verschiedenartigsten Bearbeitungen sibirische weiße Hasen. Wie auch Weißfuchsfelle eignen sie sich gut zur Nachahmung der damals besonders kostbaren Pelzarten, wie Silber- und Schwarzfuchs, Blaufuchs, Chinchillafell und anderen. Eine ganze Industrie in und um Leipzig beschäftigte sich noch bis nach dem Zweiten Weltkrieg mit dem Färben und der übrigen Veredlung von Pelzfellen.
Als weitere, für das Unternehmen wichtige Handelsartikel wurden aufgeführt: die Felle von See- und Flussottern, Biberfelle, Bärenfelle, Fuchsfelle in allen Farben, nordamerikanische Luchsfelle, Chinchillafelle und Nutriafelle aus Südamerika, Opossumfelle aus Australien, Feuermarderfelle, Hermelinfelle, Vielfraßfelle, Wolffelle aus Sibirien, kostbare Schaf- und Lammfelle aus Persien, der Bucharei und der Krim und die vielen Halbfabrikate aus Deutschland, Frankreich und Holland.

### Errichtung von Auslandsfilialen
Inzwischen gehörte G. Gaudig & Blum zu den führenden Firmen des Leipziger Brühls und damit auch des Weltpelzmarktes. Heinrich Dodel hatte schon frühzeitig, auch durch alljährliche Reisen nach den Vereinigten Staaten, die internationalen Kontakte der Firma geknüpft und gefestigt. Auf sein Betreiben hin wurde im Mai 1880 eine Geschäftsstelle im New Yorker Pelzviertel errichtet. Es folgten Niederlassungen in Berlin, London und Paris.
Am 1. Oktober 1892 trat der einzige Sohn von Adolf Lodde, Alfred Lodde († 1931) als Kommis in das Geschäft ein. Er besuchte vor allem jedes Jahr die Londoner Rauchwarenauktionen sowie die russischen Rauchwarenmärkte, die Pelzmesse in Nischni Nowgorod und den Pelzhandel auf der Irbit-Messe. Nach vorübergehender Tätigkeit in den Filialen in London, New York und Paris wurde er 1855 Prokurist und am 1. Januar 1904 Teilhaber der Firma.
Friedrich W. Dodel besorgte vor allem den Einkauf der Firma in den Vereinigten Staaten und Kanada. In Gemeinschaft mit Charles F. Wagner, der bis zum Ausbruch des Ersten Weltkriegs (1914) für G. Gaudig & Blum die Weststaaten der USA bereist hatte, war er Präsident der Auktionsgesellschaft G. Gaudig & Blum Corporation in New York und Chicago. Auch ein Schwiegersohn von Friedrich W. Dodel, Albert Osterrieth, war vom 1. Januar 1904 an als Prokurist in der Firma tätig.
Als es im Jahr 1911 zu Vorgesprächen um die Errichtung einer russischen Kapelle zur Ehrung der in der Völkerschlacht bei Leipzig im Jahr 1813 gefallenen Soldaten kam, wurde zu diesem Zweck ein russisches Komitee gebildet, dem Friedrich W. Dodel und sein russischer Geschäftspartner Johann (Iwan) Pawlowitsch Lelianoff angehörten. Die „St. Alexej-Gedächtniskirche zur Russischen Ehre“ wurde dann auch innerhalb kurzer Zeit auf dem von der Stadt kostenlos zur Verfügung gestellten Gelände fertig gestellt, in der Gegend, in der die Schlacht stattgefunden hat.

Im Jahr 1903, nach dem Tod der Senioren, wurde der bisherige Prokurist Fritz E. Leipoldt, ein Neffe von Adolf Lodde, in das Geschäft aufgenommen. Er unternahm weite Reisen in die Ursprungsländer der Felle, um die Firmen direkt kennen zu lernen. 1914 hatte er die Prokura erhalten. Er betrieb vor allem das Russlandgeschäft, das er durch seine Lehrjahre in Russland besonders gut kannte.

### Nach dem Ersten Weltkrieg

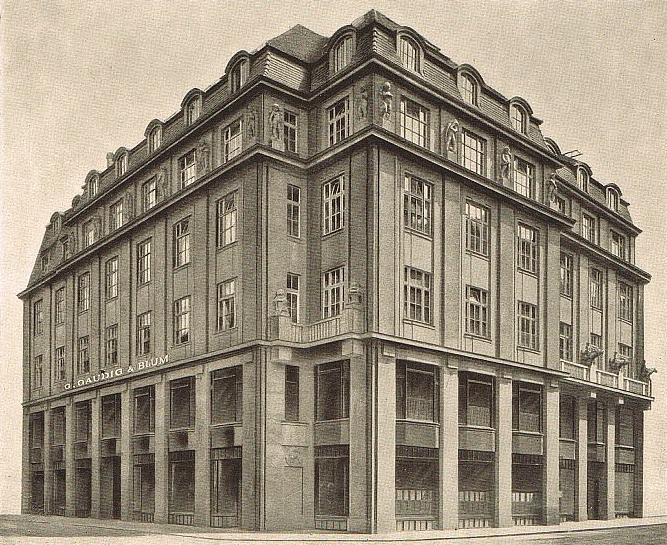
Geschäftshaus

Während des Krieges lernte der damalige Firmeninhaber Friedrich W. Dodel den jungen Richard König kennen, den er nach Ende des Krieges einstellte und zum Rauchwarenkaufmann ausbildete. Richard König übernahm später die bedeutende Leipziger Rauchwarenhandlung Adolph Schlesinger & Söhne, die er in Adolph Schlesinger Nachfolger umbenannte.
Der Erste Weltkrieg (1914 bis 1918) hatte das ganze Auslandsgeschäft unterbrochen. Erst langsam konnten anschließend die internationalen Verbindungen wiederhergestellt werden. Im Jahr 1923 wurden die geschäftlichen Beziehungen mit den Vereinigten Staaten wieder aufgenommen. In den folgenden Jahren weitete man das Geschäft ganz besonders auch auf Südamerika aus, das ebenfalls ein bedeutender Lieferant von Rauchwaren war. Außerdem unterhielt man Vertretungen in Paris, London, Turin und Madrid.
Die Berliner Filiale hatte man „als seltene Ausnahme“ Franz Köppe unterstellt. Philipp Manes, von den Nationalsozialisten ermordeter Rauchwarenhändler und Chronist der Pelzbranche, schrieb über Köppe: „[…] einer der korrektesten Männer, die wir in Berlin kannten. Wer den untersetzten, blonden Mann mit seinen scharfen Brillengläsern und seiner leicht sächsischen Redeweise hörte, wusste, dass er es mit dem Vertreter einer Weltfirma zu tun hatte“.
Wegen angeblicher Pflichtwidrigkeiten durch unrichtige Darstellungen in seiner Eigenschaft als Aufsichtsratsvorsitzender einer Bank geriet Ludwig Heinrich Dodel, „Chef“ von G. Gaudig & Blum, in Schwierigkeiten. Es wurde Haftbefehl gegen ihn erlassen, da er anfangs als flüchtig galt, tatsächlich befand er sich auf der Rückreise aus den USA. Nach erster Vernehmung wurde der Haftbefehl jedoch bestätigt, gegen eine Kaution von 250.000 Mark blieb er bis zum Prozessbeginn von der Haft verschont. Er verlor seinen Posten als Stadtrat und den Titel eines österreichischen Honorarkonsuls.
1931 starb der Mitinhaber Alfred Lodde.
Im Pelzfachverzeichnis des Jahres 1938, fünf Jahre nach der Machtübernahme der Nationalsozialisten, ist die Rauchwarenhandlung G. Gaudig & Blum, Brühl 34–40 noch genannt. Im Jahr 1941 schrieb Philipp Manes: „Fritz E. Leipoldt, Inhaber der Firma Gaudig & Blum. Bei Nennung dieser Namen wird es immer wehmütig ums Herz, denn von all denen, die einst dem Unternehmen - 1881 in Elberfeld begründet - angehörten, lebt niemand mehr“. - „Im Kreise der Brühlherren genoss Leipold[t] große Sympathien, und sein allzu früher Tod war für seine Firma und Leipzig ein schmerzlicher Verlust“.

### Nach dem Zweiten Weltkrieg
Im Leipziger Adressbuch des Jahres 1946 wird die Rauchwarenhandlung G. Gaudig & Blum mit den Inhabern Heinrich Lodde und Max Gräfe unter der neuen Adresse Nikolaistraße 47, 51 aufgeführt, die meisten Häuser des Brühl waren beim großen Luftangriff auf Leipzig am 27. Februar 1945 zerstört, die Warenlager vernichtet worden.
Laut Handelsregistereintrag vom 6. September 2012 ist die Firma G. Gaudig & Blum, mit der jetzt westdeutschen Adresse Ölmühlweg 35 b, 61462 Königstein im Taunus, zu diesem Tag erloschen.
Nachdem eigentlich alle bedeutenden Leipziger Rauchwarenhandelsunternehmen ihren Geschäftssitz in die Bundesrepublik verlegt hatten, ein Großteil nach Hamburg, die meisten jedoch in das neu entstandene Pelzhandelszentrum Frankfurt am Main, Niddastraße, wurde Lodde, der Nachfahre eines der beiden letzten Inhabers von G. Gaudig und Blum, im Jahr 1953 unter der Firmenbezeichnung Lodde & Hermsdorf ebenfalls in Frankfurt aufgeführt. Die Adressangabe war: „Taunusstraße 42, demnächst Niddastraße 56“. Im Verzeichnis des Jahres 2005 ist Lodde & Hermsdorf noch auf der Niddastraße 56 verzeichnet. Wahrscheinlich im Jahr 2006 wurde der Rauchwarenhandel aufgegeben.
Am 23. November 2014 gelangte eine silberne Bowle von Orest Fedorovich Kurlykov (1884–1916) zur Auktion, die seinerzeit als Freundschaftsgeschenk vom Haus Paul Sorokoumowsky & Söhne (Moskau) dem Haus G. Gaudig & Blum anlässlich 50-jähriger erfolgreicher Geschäftsbeziehungen im Jahr 1902 überreicht wurde. Der Zuschlag erfolgte für 11.000,- Euro.